# NGC 1588
NGC 1588 este o galaxie eliptică situată în constelația Taurul. A fost descoperită în 19 decembrie 1783 de către William Herschel.